# 甜點抗辯
甜點抗辯是指罪犯將自己的罪行，歸咎於其他非正常外在因素的狡辯行為。

## 由來
1977年，曾任職警員及消防員的丹·懷特出任美國三藩市市政委員，於短短一年後，他因為個人財政問題而宣布辭職。但在宣布辭職幾日後，他改變主意，要求當時的市長乔治·莫斯科尼再次委任他，但由於市長已決定另派他人補上，故此拒絕了丹懷特的要求。
1978年11月27日，丹懷特持槍從地下層的窗口潛入政務大樓，先闖入市長乔治·莫斯科尼的辦公室將市長射殺，及後於另一位置將另一市政委員、知名同志平權運動者哈維·米爾克射殺。丹懷特事後被制伏。

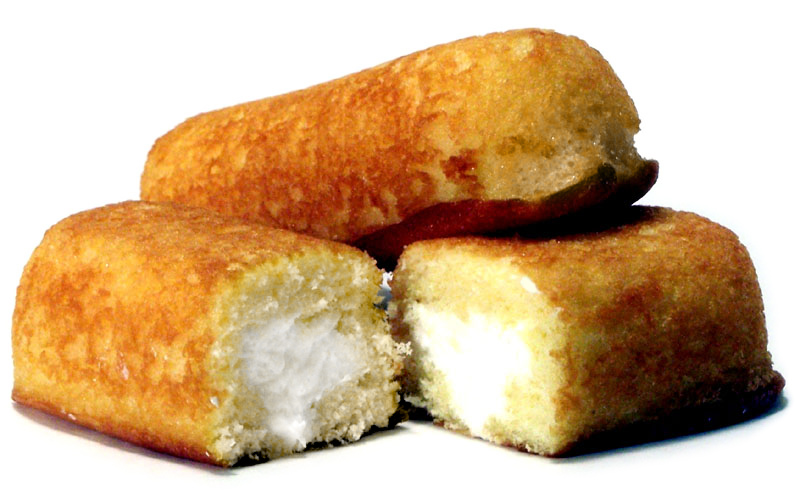
Twinkie甜食

在法庭辯論時，丹懷特的辯護律師，召喚精神病学家馬汀·布藍德作證。馬汀·布藍德指出，丹懷特於作案前曾進食大量零食Twinkie奶油夹心蛋糕及飲用可口可樂，這些高糖份的零食，使腦部化學物質失衡，令丹懷特陷入抑鬱，降低了他控制自己的能力。而丹懷特是一名前運動員，他清楚知道這些零食會對自己身體有害，可能导致他的抑鬱症狀。精神病学專家馬汀·布藍德這段觸目的供詞，被傳媒引為“甜點抗辯”（Twinkie Defense）。
然而，這個典故事實上純屬媒體的誤報，馬汀·布藍德只是想證明丹懷特精神失常，並將他作案前曾暴食大量零食這件事，引用作為他精神失常的事證，並非是指他因暴食大量甜點導致精神失常。
無論如何，與大家預期所不同，陪審團最後接受了辯方的供詞，將原本控告丹懷特的有預謀謀殺罪改為為罪名較輕的蓄意誤殺罪，法官則判監禁刑期7年8個月。
丹懷特事前將槍上了致命的實彈彈藥，又懂得從地下層窗口潛入，以逃避金屬探測器，並避過了保鑣，將市長莫斯科尼射殺，事後又能夠於大樓內找出米爾克並將其殺害。陪審團的判決令大眾嘩然。

## 騷亂
受害人之一米爾克是一名同性戀者，生前極力為同性戀社群爭取權益，受到同性戀社群的愛戴。米爾克公開的同性戀者身份，也曾使他生前收到不少的匿名威脅及死亡恐嚇，而法庭對米爾克被殺案的判決，觸怒了同性戀社群。1979年5月21日，一群同性戀者發起了抗議行動，他們在市政大樓附近的卡斯楚街外聚集，初時只是展示標語及舉拳呼喊。人群由卡斯楚街遊行至市政大樓，在途中人數不斷增加，最後突破了1000人。遊行最後演變成一場騷亂，大會堂被破壞，窗門損毀，雜物散落在街上，多部警車被破壞焚燒，多人受傷送院。這一場的騷亂，被稱為。

## 影響
1982年6月，加州州議會投票通過第八議案（Proposition 8），又稱「受害人權利法案」（Victims' Bill of Rights），明確廢除以「能力乏弱」（Diminished capacity）為抗辯理由，並以「事實乏弱」（Diminished actuality）取代，所針對是辯方當時是否確實有犯罪意圖（事實乏弱），而不再是針對辯方當時是否有能力作出犯罪意圖（能力乏弱）。第八議案並企圖禁止精神病學家為有關罪行作證。此外，加州刑事法中所定義的「預謀殺人」及構成謀殺須有的惡意被廢除，回歸到普通法的定義上。
而甜點抗辯雖然純係媒體誤報所致，但因以訛傳訛，已成為美國眾多都市傳說中的一條常為人談論的故事。

## 後續
- 1984年1月6日，丹懷特被監禁5年1個月後獲假釋離開監獄，當日於三藩市內有零星的抗議示威。
- 1985年10月21日，丹懷特於其妻住所的車房，以廢氣在車內自殺身亡。
- 整个事件於1999年被拍成電視影集《鐵腕風暴》（Execution of Justice）。
- 2008年以哈維·米爾克為主角的傳記電影，在片尾重演了丹懷特的槍擊事件，且以畫面與字幕的方式表現丹懷特食用大量甜食與事後抗辯的情節。

## 參註
1. ↑  .   [2006-08-04]. （原始内容存档于2009-03-30）.

## 外部連結
- Snopes: The Twinkie Defense （英文）
- The myth of "Twinkie Defense" （页面存档备份，存于） - San Francisco Chronicle，2003年11月23日 （英文）
- 《暗夜的哭聲》 ISBN 9867892267